# Exposición Nacional de Artes Plásticas
La Exposición Internacional de Artes Plásticas de la ciudad manchega de Valdepeñas es decana de cuantos certámenes de Bellas Artes se celebran en España y cuenta con el premio más cuantioso.
Tiene lugar anualmente a principios de septiembre desde el año 1940, coincidiendo con las Fiestas del Vino -acontecimientos por los cuales obtuvo Valdepeñas la Medalla de Oro al Mérito en las Bellas Artes en 2001-.

## Historia
- Exposición Provincial de Artes Plásticas.

En 1940 se organizó por un grupo de aficionados al arte en Valdepeñas, una exposición de pintura a escala provincial, que con el paso del tiempo se convertiría en “ Internacional ”. 
- Exposición Manchega de Artes Plásticas.

En 1953, su ámbito pasa a ser regional y se amplían las dotaciones económicas y los premios sobre todo “El Molino de Oro” y “El Molino de Plata”.
En 1961 su ámbito pasa a ser nacional.
- I Certamen y Salón Nacional del Movimiento, Octavo Premio Valdepeñas y XXIX Exposición Manchega de Artes Plásticas.

En 1968 se amplían los premios y las dotaciones cambiando el nombre de la exposición.
- Exposición Nacional de Artes Plásticas.

En 1974 cambia otra vez de nombre y se dota el primer premio con 1.000.000 de pts. que irá subiendo en 1979 a 2.000.000 de pts. y en 1992 a 3.000.000 de pts. al participar la Junta de Comunidades de Castilla-La Mancha.
En 2001, se le concedió la MEDALLA AL MÉRITO EN LAS BELLAS ARTES, EN SU CATEGORÍA DE ORO, por el Ministerio de Educación, Cultura y Deportes.
- Exposición Internacional de Artes Plásticas.

En 2002 se cambia otra vez la denominación y se amplía su ámbito, se decide crear una sede para exposición y como pinacoteca municipal de todos los premios que se han ido adquiriendo a lo largo de los años. El edificio elegido es el antiguo Casino “Círculo La Confianza”.

## Premios
Tiene una dotación económica entre la sección de premios y el fondo de adquisición de obra de más de 300.000 € 
- Los más importantes económicamente:
  - PRIMERA MEDALLA DE LA EXPOSICIÓN, dotada con 30.000 € ( 2006)
  - PÁMPANA DE PLATA, dotado con 7.200 € (2006)

## Artistas
Galardonados en la Exposición Internacional de Artes Plásticas, entre muchos otros:
Antonio López García, Agustín Úbeda, Santiago de Santiago, Juan Barjola,
Manuel López Villaseñor, Pancho Cossío, Agustín Redondela, David Lechuga, Alfredo Alcaín, Gema Soldevilla, Juan Manuel Castrillón, Sánchez Planes, Antonio Guijarro, Venancio Blanco, Antonio Gadea, Martín Ballesteros Esteban.